# Neue Synagoge (Gdańsk-Wrzeszcz)
Koordinaten: 54° 22′ 40,8″ N, 18° 36′ 18″ O

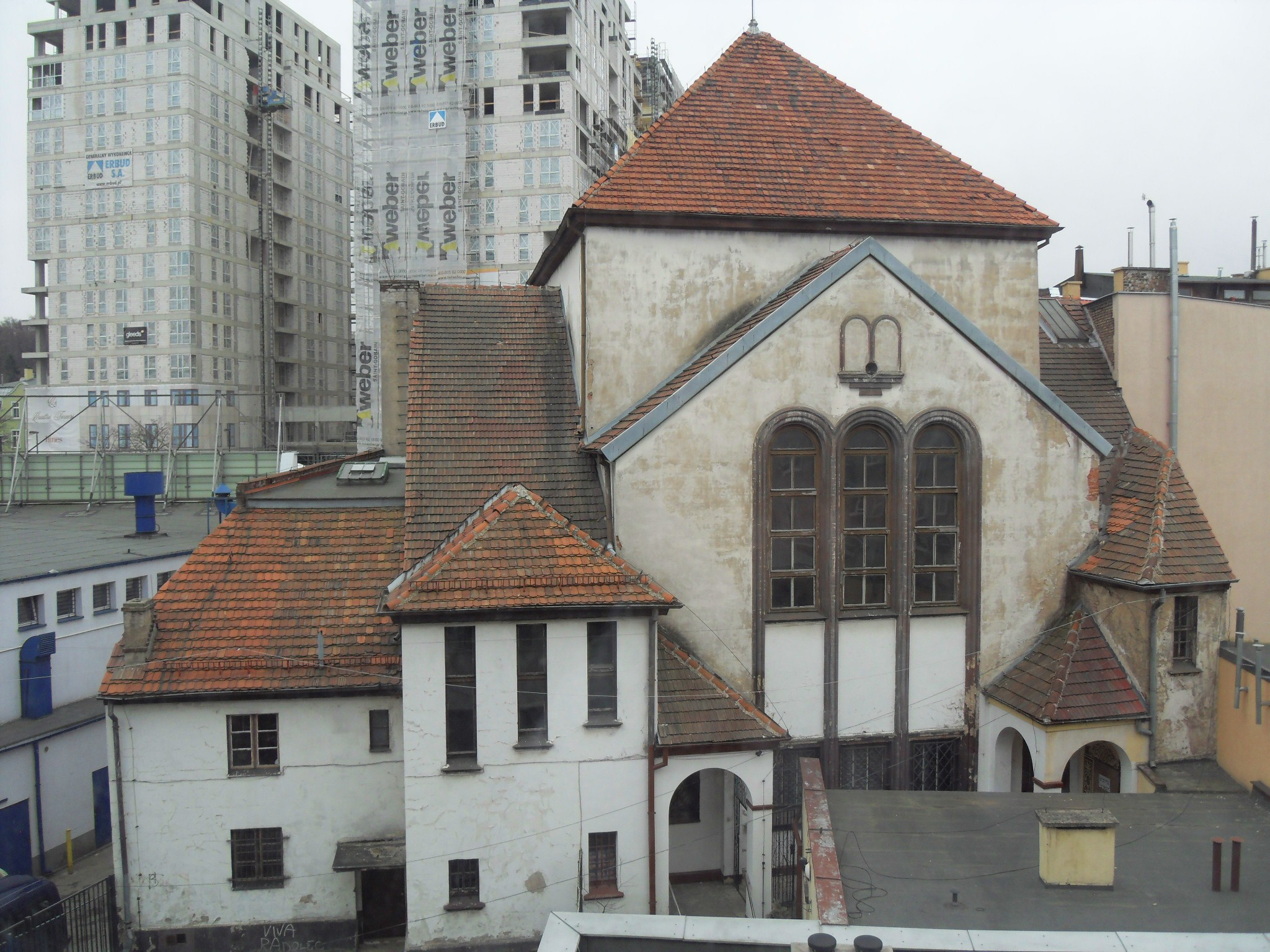
Neue Synagoge in Gdańsk-Wrzeszcz

Die Neue Synagoge in Danzig-Langfuhr (polnisch Nowa Synagoga w Gdańsku-Wrzeszczu) wurde 1926–1927 nach Plänen der Berliner Architekten Paul Imberg und Leopold Friedmann am Mirchauer Weg 5 erbaut.
Die Alte Synagoge am Markt in Langfuhr hatte von 1775 bis 1887 bestanden, nach der Fertigstellung der Großen Synagoge in Danzig wurde sie geschlossen. 
Während der sogenannten Reichskristallnacht vom 9. auf den 10. November 1938 wurde auch die Neue Synagoge demoliert. 1939 verkaufte die jüdische Gemeinde schließlich die Synagoge an die Tischlerei Bernhard Hagemann und Söhne. Nach dem Zweiten Weltkrieg wurde das Gebäude im Oktober 1945 von staatlichen polnischen Stellen wieder der jüdischen Gemeinde übereignet. Ab 1946 wurde die Synagoge aus Geldmangel zunächst nur notdürftig instand gesetzt. Von 1948 bis 1951 wurde das Gebäude aufwändig renoviert und anschließend wieder von der jüdischen Gemeinde als Gotteshaus genutzt. Die Synagoge steht heute unter Denkmalschutz. 
Seit dem 31. August 2009 steht die Synagoge unter der Oberhoheit der Danziger Administration der Union der jüdischen Religionsgemeinschaften in Polen.